# Aporodesmus zaria
Aporodesmus zaria är en mångfotingart som beskrevs av Hoffman 1967. Aporodesmus zaria ingår i släktet Aporodesmus och familjen Cryptodesmidae. Inga underarter finns listade i Catalogue of Life.